# Бетховен (мультсериал)
«Бетховен» (англ. Beethoven) — американский анимационный телесериал, основанный на одноимённом фильме 1992 года. Был выпущен только один сезон, эпизоды которого выходили в эфир с сентября по декабрь 1994 года на канале CBS. Всего в сериале 13 получасовых эпизодов.

## Концепция
Главный персонаж мультсериала — сенбернар по кличке Бетховен, который живёт в семье Ньютонов. Все члены семьи любят своего питомца, но когда Бетховен попадает в очередные приключения и наносит ущерб семейному имуществу, отец семейства Джордж злится на него. Бетховен имеет антропоморфные черты и, в отличие от одноименного фильма, общается с другими животными на человеческом языке. Сюжет мультсериала построен на комических ситуациях, в которые попадает любопытный главный герой, желающий защитить свою семью от злодеев и всевозможных неприятностей.

## Роли озвучивали
- Джоэль Мюррей — Бетховен
- Джо Пантолиано — Спарки
- Дин Джонс — Джордж Ньютон
- Тресс Макнилл — Джинджер
- Николь Том[10] — Райс Ньютон
- Джей Ди Дэниелс — Тэд Ньютон
- Кэт Сьюси — Элис Ньютон
- Франческа Смит – Эмили Ньютон
- Билл Фагербакки — Цезарь
- Брайан Джордж / Морис Ламарш — Мистер Хаагс

В озвучивании также принимали участие Ден Кастелланета (известный по озвучке Гомера в «Симпсонах»), Кристин Каванов, Пол Дули и другие.

## Список эпизодов[3]
В скобках указана дата премьерного показа серий мультсериала на канале CBS (месяц/день/год).
1. “Good Old George / The Pound” (9/10/94)
2. “Dog Dreams / The Good, the Bad, and the Poodle” (9/17/94)
3. “The Experiment / The Incredibly Pointless Journey” (9/24/94)
4. “The Guard Dog / Mr. Huggs’ Wild Ride” (10/1/94)
5. “Cat Fight / The Kindergarten Caper” (10/8/94)
6. “The Gopher Who Would Be King / Pet Psychiatrist” (10/15/94)
7. “Cyrano de Beethoven / The Mailman Cometh” (10/22/94)
8. “A Cat Named Rover / The Dog Must Diet” (10/29/94)
9. “The Mighty Cone-Dog / Car Trouble” (11/5/94)
10. “Puppy Time / The Morning Paper” (11/12/94)
11. “The Big One / Fleas!” (11/19/94)
12. “Scent of a Mutt / Down on the Farm” (11/26/94)
13. “Trash Island / The Long Weekend” (12/3/94)

## Релиз
Компании Universal и Goodtimes выпускали несколько эпизодов на видеокассетах, по информации на 2019 год — на DVD-дисках никогда не издавался.
В июле 2020 сериал стал доступен для просмотра на сервисе Peacock.